# آيت بوحدو آيت مازل (سيدي عمار)
آيت بوحدو آيت مازل هي إحدى مشيخات المملكة المغربية، تتبع جغرافيا لإقليم خنيفرة وإداريًا لسيدي عمار. يقدر عدد سكانها بـ 2762 نسمة حسب الإحصاء الرسمي للسكان والسكنى لسنة 2004.